# 杰夫·克拉蒙德
杰夫·克拉蒙德是电子游戏设计师、程序师，主要制作摩托车竞速游戏。他曾担任国防工业系统设计师，并称在1984年编写第一款竞速游戏前，就对摩托车竞速有些兴趣。他有物理学学位，这或许说明了其部分作品的写实主义。